# 罗曼萨多
罗曼萨多（西班牙語：Romanzado）是西班牙纳瓦拉的一个市镇。总面积91平方公里，总人口157人（2001年），人口密度2人/平方公里。